# Nederlandse Spoorwegen

Xarxa de les vies fèrries dels Països Baixos (actualment, no totes explotades per NS)

Nederlandse Spoorwegen (Ferrocarrils Neerlandesos, sovint abreujat NS) són la principal companyia ferroviària dels Països Baixos. És una empresa estatal holandesa fundada l'any 1938. La xarxa ferroviària holandesa és la més concorreguda de la Unió Europea i la tercera del món després de Suïssa i Japó.
Antic monopoli estatal, la companyia fou "separada" en quatre empreses diferents dedicades a la gestió, l'explotació, el manteniment de la xarxa. Posteriorment, i vista la negativa evolució que havia tingut el servei de ferrocarril a Gran Bretanya després de la seva privatització, les companyies foren refusionades a dues. La infraestructura ferroviària és mantinguda pel gestor de xarxa ProRail, que es va separar de NS el 2003. L'operador de mercaderies NS Cargo es va fusionar amb DB Cargo l'any 2000. NS opera 4.800 trens nacionals programats al dia, donant servei a 1.1 milions de passatgers.
Tot i cobrir tot el país, la xarxa de ferrocarrils així com el servei d'NS està clarament centrat en el Randstad, amb almenys quatre trens l'hora entre les 4 grans ciutats de l'àrea: Amsterdam, Rotterdam, la Haia i Utrecht (centre d'operacions d'NS).